# Mediodactylus heteropholis
Mediodactylus heteropholis este o specie de șopârlă din familia Gekkonidae. Este endemică în nord-estul Irakului și în vestul Iranului.